# Tels pères, telle fille
Pour les articles homonymes, voir Tel père, telle fille (homonymie).
Pour plus de détails, voir Fiche technique et Distribution.
Tels pères, telle fille ou Trois hommes et une jeune demoiselle au Québec (3 Men and a Little Lady) est film américain réalisé par Emile Ardolino, sorti en 1990. C'est la suite de Trois Hommes et un bébé (1987).

## Synopsis
Le travail de Sylvia l'éloigne de plus en plus de Peter, Michael et Jack qui aident à élever Mary. Lorsqu'elle décide de déménager en Angleterre et d'emmener sa fille avec elle, les trois hommes ont le cœur brisé de perdre les deux femmes les plus importantes de leur vie.

## Fiche technique
- Titre français : Tels pères, telle fille
- Titre québécois : Trois hommes et une jeune demoiselle
- Titre original : 3 Men and a Little Lady
- Réalisation : Emile Ardolino
- Scénario : Charlie Peters, d'après une histoire de Sara Parriott et Josann McGibbon, et basé sur le scénario de Coline Serreau
- Musique : James Newton Howard
- Photographie : Adam Greenberg
- Montage : Michael A. Stevenson
- Production : Robert W. Cort (en) & Ted Field
- Sociétés de production : Touchstone Pictures, Interscope Communications & Silver Screen Partners
- Société de distribution : Buena Vista Pictures
- Pays :  États-Unis
- Langue : Anglais
- Format : Couleurs - 1,85:1 - Dolby - 35 mm
- Genre : Comédie, Romance
- Durée : 104 min
- Dates de sortie :
  - États-Unis : 21 novembre 1990
  - France : 6 mars 1991

## Distribution
- Tom Selleck (VF : Claude Giraud ; VQ : Vincent Davy) : Peter Mitchell
- Steve Guttenberg (VF : Hervé Bellon ; VQ : Alain Zouvi) : Michael Kellam
- Ted Danson (VF : Jacques Frantz ; VQ : Jean-Luc Montminy) : Jack Holden
- Nancy Travis (VF : Véronique Alycia ; VQ : Johanne Léveillé) : Sylvia Bennington
- Christopher Cazenove (VF : Patrick Osmond ; VQ : Mario Desmarais) : Edward Hargreave
- Robin Weisman : Mary Bennington
- Sheila Hancock (VF : Maria Tamar ; VQ : Béatrice Picard) : Vera Bennington
- Fiona Shaw (VF : Nicole Favart ; VQ : Claudine Chatel) : Miss Elsbeth Lomax
- John Boswall (VF : Pierre Baton) : Barrow
- Jonathan Lynn (VF : Michel Gudin) : Le curé Hewitt
- Sydney Walsh (VF : Brigitte Berges ; VQ : Geneviève De Rocray) : Laurie
- Edwina Moore (VF : Laure Sabardin) : Dr. Robinson
- Patricia Gaul : Mme Walker
- Edith Fields (VF : Claude Chantal ; VQ : Louise Rémy) : Mme Heard

## Distinctions

### Récompense
- 1991 : Young Artist Award pour Robin Weisman

### Nomination
- 1991 : nomination aux Young Artist Awards pour le meilleur film de comédie.